# Tees
Ne doit pas être confondu avec Tees (Alberta).
La Tees est un fleuve d'Angleterre, long de 137 km, dont la source se trouve au Cross Fell (dans les Pennines) et qui débouche en mer du Nord entre Hartlepool et Redcar. C'est le 19e plus long fleuve du Royaume-Uni.